# Badener Greifs
Die Badener Greifs sind ein deutscher American-Football-Verein aus Karlsruhe.

## Geschichte
Die Greifs wurden 1982 von einer Gruppe von Motorradliebhabern gegründet und sind damit einer der ältesten noch existierenden American-Football-Clubs Deutschlands.  Seit 1983 nehmen sie am Spielbetrieb teil. Den ersten großen Erfolg feierten die Greifs 1985 mit dem Aufstieg in die 1. Bundesliga. 1987 folgte dann der bisher größte Erfolg in der Vereinsgeschichte, der Einzug in den German Bowl IX. Nach Siegen in den Play-offs gegen die Dortmund Giants (48:6) und Ansbach Grizzlies (13:7) unterlagen die Badener im Finale den Berlin Adler mit 12:37. Insgesamt erreichten die Greifs zwischen 1986 und 1991 jeweils die Play-offs und gewannen viermal ihre Staffel. Über das Viertelfinale um den German Bowl kamen sie aber nicht mehr hinaus. Auch die Jugendmannschaft agierte in dieser Zeit gut und erreichte 1989 das Halbfinale um den Junior Bowl. 1992 verpassten die Greifs dann erstmals die Play-offs und vermieden den Abstieg nur ganz knapp. Punktgleich mit den beiden Absteigern Stuttgart Scorpions und Darmstadt Diamonds erhielten sich die Greifs nur durch die besseren direkten Vergleiche die höchste deutsche Spielklasse. Der Abstieg folgte dann ein Jahr später in der Saison 1993. Der vorletzte Rang in ihrer Gruppe wurde den Greifs zum Verhängnis, da die Mannschaftsanzahl der 1. Bundesliga um eine Mannschaft verringert wurde. Doch auch in der Saison 1994 konnte die Talfahrt nicht gestoppt werden, und man stieg erneut ab und war damit erstmals in der Vereinsgeschichte nur noch drittklassig. Nach einer weiteren durchwachsenen Saison 1995 erreichten die Greifs zweimal den zweiten Platz in der Regionalliga-Mitte. 1998 gelang die Meisterschaft und der Aufstieg in die 2. Bundesliga. Nach nur zwei Saisons ging es wieder zurück in die Regionalliga. Neben der Herrenmannschaft existieren durchgängig aktiv am Spielbetrieb teilnehmende Jugendmannschaften.
In der Saison 2010 gelang der Badener-Greifs-Herrenmannschaft nach einer erfolgreichen Saison wieder der Aufstieg in die 2. Bundesliga, aus der sie allerdings Ende der Saison wieder abgestiegen sind.
Seit Juli 2011 gibt es bei den Badener Greifs auch ein 5-on-5-Senior-Flag-Team. Flag Football ist die kontaktarme Variante des American Football.

## Mannschaften
- Senior Tackle Team
- Junior Tackle Team U19
- Junior Tackle Team U17
- Senior Mixed Flag Team ab 16 Jahren
- Junior Flag Team U15
- Junior Flag Team U13